# The Roy Rogers Show
The Roy Rogers Show is een Amerikaanse westernserie die op de Amerikaanse televisie werd uitgezonden van 1951 tot 1957. Bekend is de rol van het paard Trigger, die na een schot uit een rekwisiet-pistool "dood" neerviel, en na een fluit van de acteur weer snel opstond.

## Rolverdeling
| Acteur       | Personage            |
| ------------ | -------------------- |
| Roy Rogers   | Roy Rogers           |
| Trigger      | Trigger              |
| Dale Evans   | Dale Evans           |
| Pat Brady    | Pat Brady            |
| Bullet       | Bullet               |
| Harry Harvey | Sheriff Tom Blodgett |